# 玉泉山
39°59′34″N 116°14′32″E / 39.99277780000001°N 116.2422222°E

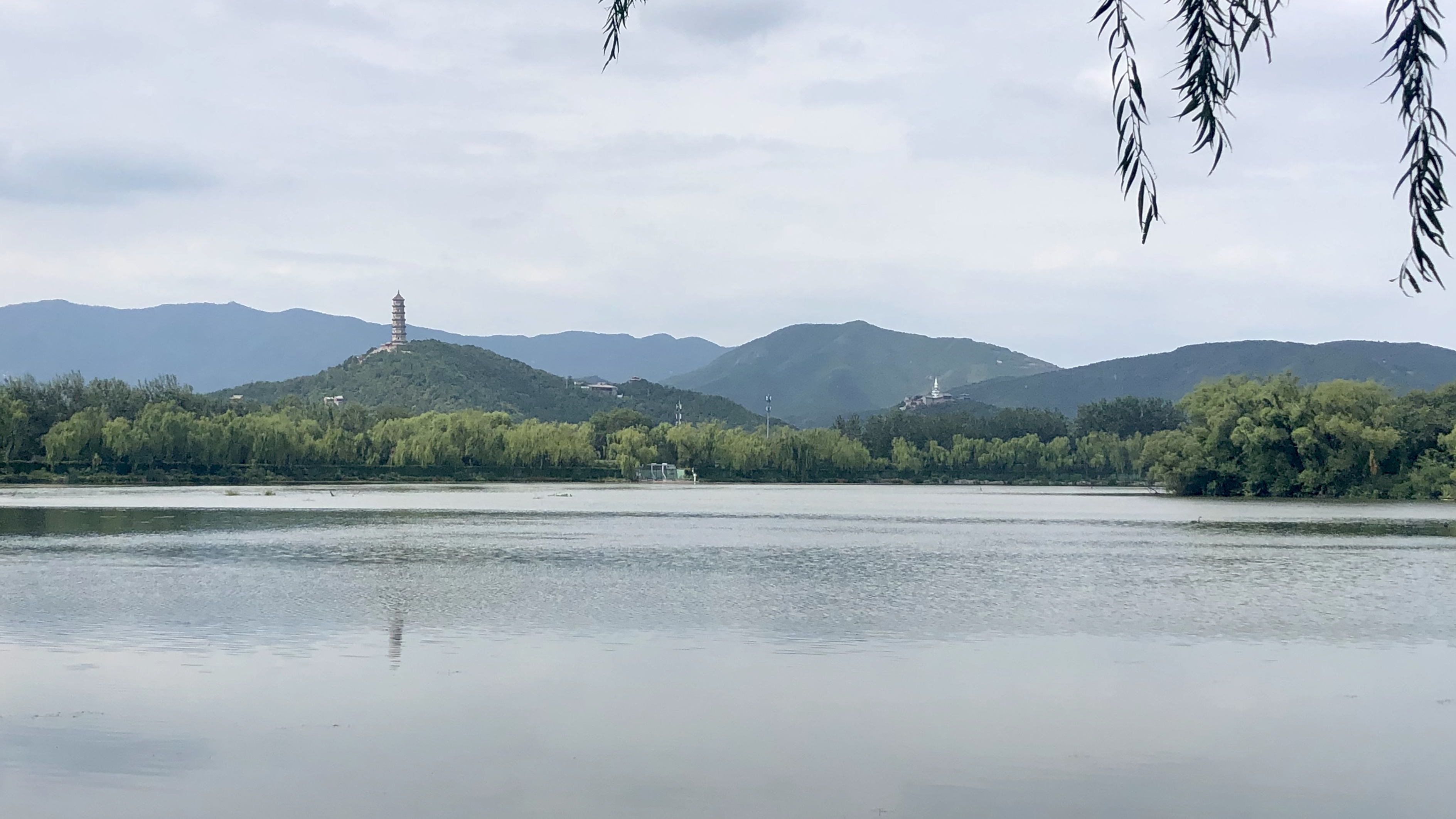
从颐和园西湖眺望玉泉山远景

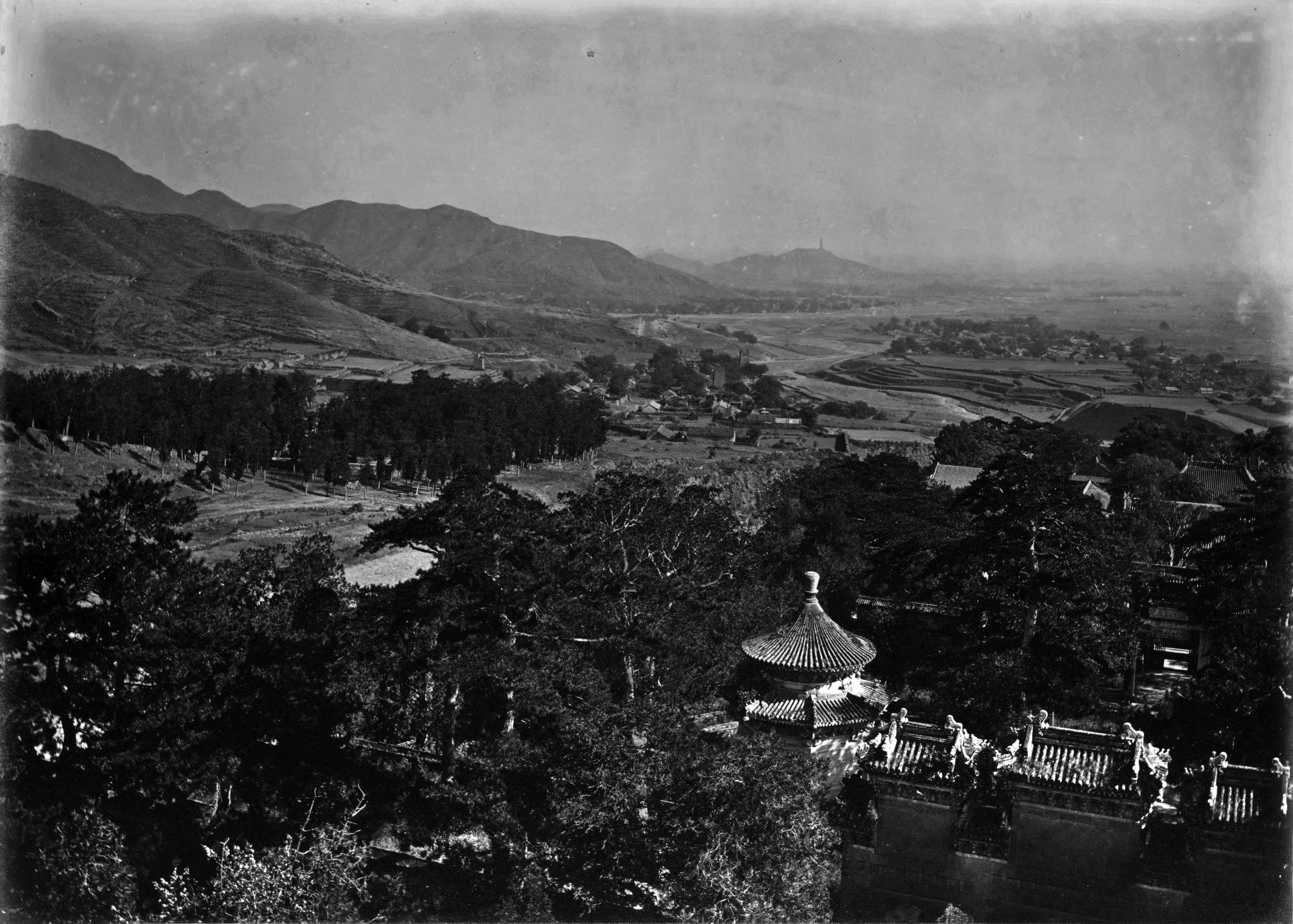
北京城外在碧雲寺塔頂照出玉泉山一帶，1879年左右拍摄

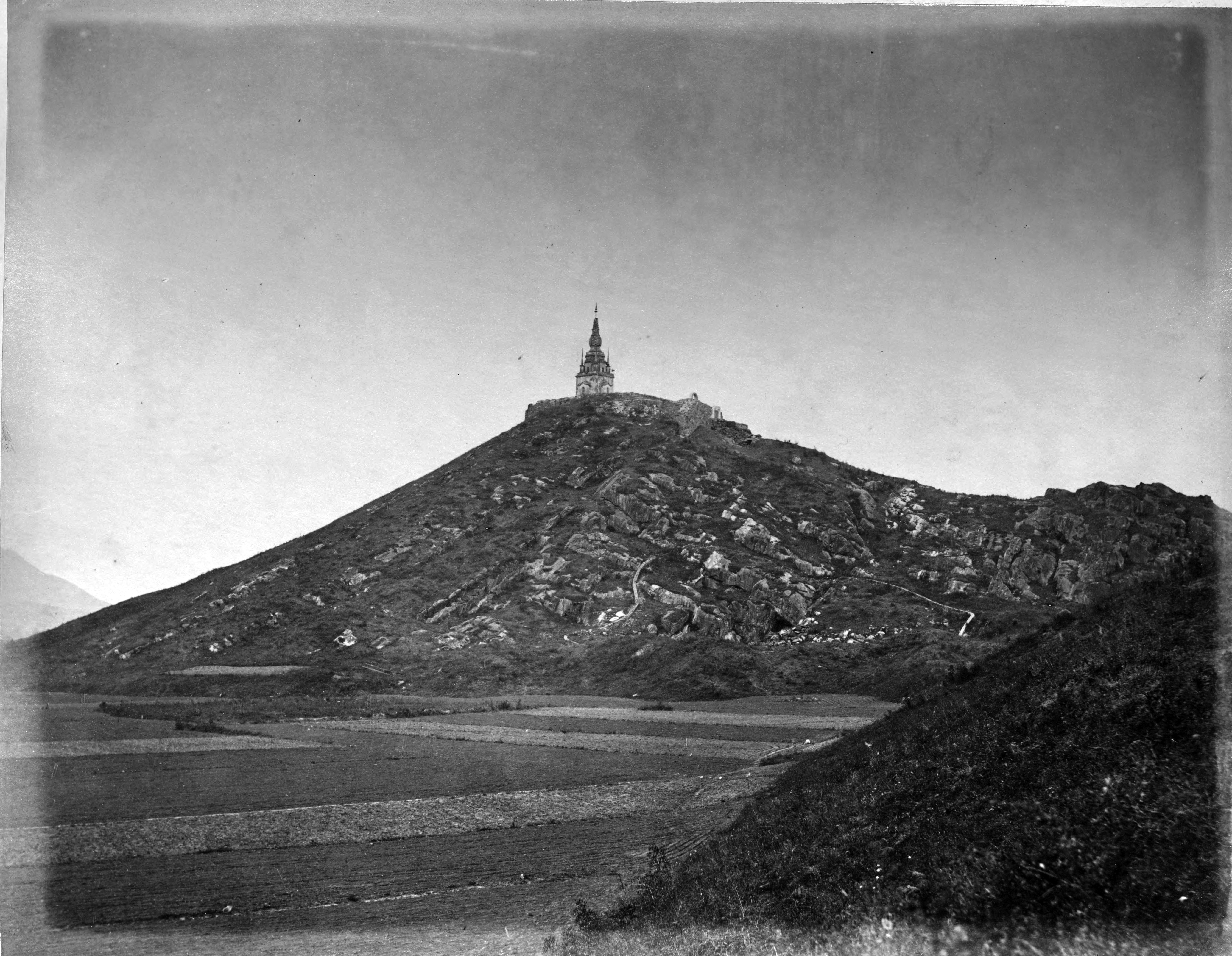
玉泉山妙高塔，1879年左右拍摄

玉泉山位于北京颐和园西侧。因山上有玉泉而得名。玉泉山海拔约100米。
玉泉山上建有香积寺，其中有玉峰塔；山顶建有金行宫、芙蓉殿。
玉泉山現為中共中央軍委別墅所在地。中共中央政治局常委和中央軍委副主席均在此处配置住所，被喻為「中國政治的後花園」，與中南海並列北京兩大禁地，不对公众开放。

## 地理
玉泉山是太行山余脉西山的平原残丘，山体状如马鞍，纵深1,300米，最宽处约450米，主峰海拔100米，为奥陶系灰岩的向斜地层，岩溶裂隙比较发育。

## 玉泉
玉泉山的南麓有泉名玉泉，曾被清乾隆帝封为天下第一泉。燕京八景中的玉泉趵突就是指玉泉的景色。
明代建都北京后，玉泉山的泉水成为皇帝及皇室专用的饮用水，每日凌晨有运水车载水从玉泉山经西直门运到皇宫。
《日下旧闻考》记载：“山有石洞三，一在山之西南，其下有泉，深浅莫测。一在山之阳，泉自山而出，鸣若杂佩，色如素练，澄泓百顷，鉴形万象，莫可拟极。一在山之根，有泉涌出，其味甘冽。洞门刻玉泉二字。……以兹山之泉，逶迤曲折，蜿蜿然其流若虹，故曰玉泉垂虹。”
20世纪50年代，官厅水库建成截流后，永定河水补给量减少，加之70年代连续干旱，地下水过度开采，导致玉泉涌于1975年5月干涸，至今未能恢复。

## 静明园
康熙十九年（1680年），在山的南坡修建了澄心园，后改名静明园，玉泉山和静明园是北京皇家园林的三山五园中的山和园之一。